# NGC 2749
NGC 2749 est une galaxie elliptique située dans la constellation du Cancer. NGC 2749 a été découverte l'astronome prussien Heinrich Louis d'Arrest en 1862.

## Caractéristiques
Sa vitesse par rapport au fond diffus cosmologique est de 4 424 ± 24 km/s, ce qui correspond à une distance de Hubble de 65,3 ± 4,6 Mpc (∼213 millions d'al).
À ce jour, une dizaine de mesures non basées sur le décalage vers le rouge (redshift) donnent une distance de 60,640 ± 16,790 Mpc (∼198 millions d'al), ce qui est à l'intérieur des valeurs de la distance de Hubble. Notons cependant que c'est avec la valeur moyenne des mesures indépendantes, lorsqu'elles existent, que la base de données NASA/IPAC calcule le diamètre d'une galaxie et qu'en conséquence le diamètre de NGC 2749 pourrait être d'environ 34,2 kpc (∼112 000 al) si on utilisait la distance de Hubble pour le calculer.
NGC 2749 est une galaxie LINER, c'est-à-dire une galaxie dont le noyau présente un spectre d'émission caractérisé par de larges raies d'atomes faiblement ionisés.

## Groupe de NGC 2749
NGC 2749 est la plus vaste et la plus brillante d'un groupe de galaxies qui porte son nom. Les autres galaxies du groupe de NGC 2749 sont NGC 2730, NGC 2738, NGC 2744, NGC 2764, UGC 4773, UGC 4780 et UGC 4809. À ces galaxies, s'ajoute sans doute NGC 2737, car elle est fort probablement en interaction gravitationnelle avec NGC 2738.